# Gino Patroni
Gino Patroni (Ameglia, 9 novembre 1920 – La Spezia, 7 gennaio 1992) è stato un giornalista e scrittore italiano.

## Biografia
Nato ad Ameglia, nella frazione di Montemarcello, è stato collaboratore de Il Secolo XIX e ha intrapreso la carriera di poeta parodista e di autore di comici epigrammi nel 1959 con la pubblicazione di Ed è subito pera.
Egli stesso si è definito: «Classe di ferro arrugginita alla svelta, mezzo geometra (per studi abbandonati), maestro elementare intero, sette anni di liceo classico (impiegato in segreteria), prigioniero in Germania, liberato dai francesi di Ledere e subito rifatto prigioniero per il coup de pòignard fascista del 1940, poi travet statale, giornalista professionista, depresso endogeno e indigeno (siccome vive alla Spezia, base navale e banale), abita di preferenza al reparto neuro ma sovente si ricovera a domicilio».
Nel 1975 ha pubblicato Crescete e mortificatevi per l'editore Rizzoli, mentre nel 1987 ha scritto Il foraggio di vivere: epigrammi per Longanesi.
Seguirono La vita è bella e scarso l'avvenir nel 1988 e La vita è una malattia ereditaria pubblicato nell'anno della sua morte.
Nel 2024, Metilene Edizioni pubblica, a cura di Monica Schettino, il libro Gino Patroni, Ed è subito pera e altri epigrammi, in una "collana di scritture anomale" che si chiama Aritmie, che è il titolo del primo libro di Patroni (Edizioni BEBI, Sarzana 1956).

## Opere pubblicate
- Ed è subito pera (1959)
- Un giorno da beone (1969)
- Una lacrima sul Griso (1973)
- Crescete e mortificatevi (1975)
- Il foraggio di vivere (1987)
- La vita è bella e scarso l'avvenir (1988)
- La vita è una malattia ereditaria (1992)

## Riconoscimenti
Il Consiglio Provinciale della Spezia gli ha intitolato il Sistema Bibliotecario Provinciale e la città della Spezia una piazza cittadina.